# Jaf la hipodrom
Jaf la hipodrom (în engleză The Killing) este un film noir, al doilea de lungmetraj al regizorului Stanley Kubrick fiind scris de Kubrick și Jim Thompson și bazându-de pe romanul Clean Bank al lui Lionel White. Filmul a apărut în 1956 și în rolurile principale joacă actorii Sterling Hayden, Coleen Gray, Vince Edwards și Elisha Cook Jr..
Cu un simț al detaliului fascinant, Stanley Kubrick dezvăluie planul încâlcit pus la cale de o minte strălucită și echipa sa de a tâlhări un hipodrom (Sterling Hayden).

## Distribuție
- Sterling Hayden - John Clay
- Coleen Gray - Fay
- Vince Edwards - Val Cannon
- Jay C. Flippen - Marvin Unger
- Elisha Cook Jr. - George Peatty
- Marie Windsor - Sherry Peatty
- Ted de Corsia - Polițistul Randy Kennan
- Joe Sawyer - Mike O'Reilly
- Timothy Carey - Nikki Arane
- Joe Turkel - Tiny
- Jay Adler - Leo The Loneshark
- Kola Kwariani - Maurice Oboukhoff
- Tito Vuolo - Joe Piano - managerul motelului
- Dorothy Adams - D-na Ruthie O'Reilly

## Nominalizări
- Premiile BAFTA: Cel mai Bun Film , SUA; 1957